# Josef Székely

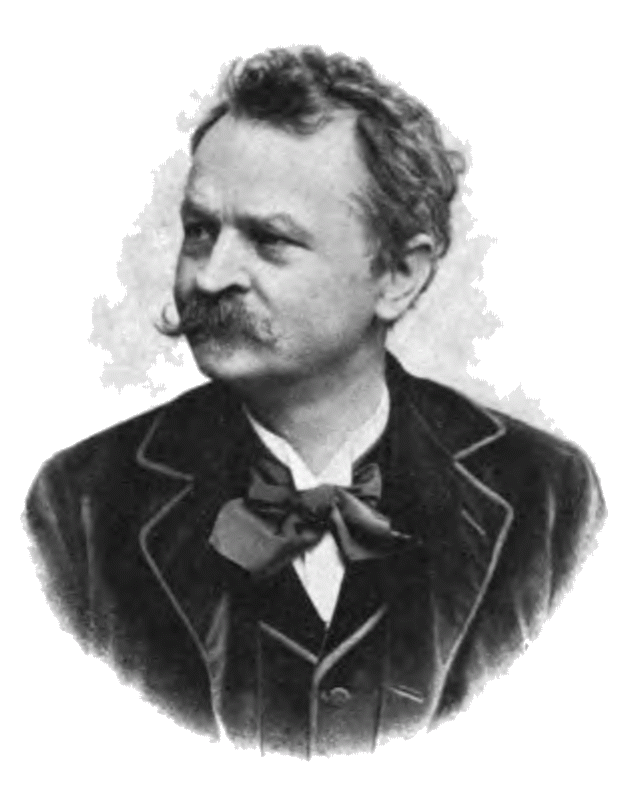
Josef Székely

Josef Székely (* 2. Februar 1838 in Sümeg; † 18. Oktober 1901 in Wien) war ein österreich-ungarischer Fotograf und Chemiker.

## Leben
Josef Székely besuchte die Schule in Steinamanger und studierte ab 1855 an der Universität Wien bei Josef Redtenbacher; wurde 1860 Magister der Pharmazie und zwei Jahre später Doktor der Chemie. 1862 gründete er in Wien das Fotoalier „Székely & Gertinger“, später das Atelier „Székely & Massak“, das er ab 1870 ohne Partner weiterführte. Von 1884 bis 1891 betrieb er gemeinsam mit Victor Angerer eine Trockenplattenfabrik.
Nachdem Székely 1869 bei Ludwig Angerer den Lichtdruck erlernt hatte, erhielt er 1871 ein Patent für ein Verfahren zur Herstellung von „Photographien mit besonders plastischer Wirkung“.
1863 beteiligte sich Székely an der im Auftrag der Akademie der Wissenschaften in Wien durchgeführten Expedition durch die Gebiete des Drin und Vardar unter der Leitung von Johann Georg von Hahn.
Seit 1861 war er Mitglied der Photographischen Gesellschaft in Wien.